# Two Concepts of Liberty
I bogen Two Concepts of Liberty forklarede Isaiah Berlin forskellen mellem disse to perspektiver som to modsatrettede former for frihed: positiv frihed og negativ frihed. Den sidste form betegner de omstændigheder hvor et individ er beskyttet mod tyranni og vilkårlig magtudøvelse, mens den første medfører visse borgerrettigheder, som f.eks. retten til at stille op til valg.
| Bog | Spire Denne artikel om bøger og tidsskrifter er en spire som bør udbygges. Du er velkommen til at hjælpe Wikipedia ved at udvide den. |